# Saison 2003 de la WTA
Vainqueurs des tournois majeurs
Résultats des tournois de tennis organisés par la WTA en 2003.

## La saison 2003 en résumé
La saison 2003 de la Women's Tennis Association (WTA) commence par la victoire de Serena Williams à l'Open d'Australie face à sa sœur Venus. Grâce à ce succès, elle réalise le Grand Chelem sur deux années ; la presse parle alors de Serena Slam. En juillet, toujours face à son aînée, elle décroche Wimbledon avant de devoir mettre un terme à sa saison pour cause de blessure.
Les deux autres Majeurs (Roland-Garros et Flushing Meadows) voient la Belge Justine Henin triompher de sa compatriote Kim Clijsters. Henin, qui s'adjuge six épreuves WTA supplémentaires, finit précisément l'année numéro un mondiale devant Clijsters (neuf titres dont les Masters de novembre).
En 2003, huit joueuses soulèvent au moins deux trophées : Amélie Mauresmo, Anastasia Myskina, Elena Dementieva, Chanda Rubin, Ai Sugiyama, Anna Smashnova, Magüi Serna et la jeune prodige Maria Sharapova.
Lindsay Davenport et Jennifer Capriati s'imposent l'une et l'autre à seulement une occasion, tout comme Venus Williams, quelque peu démobilisée par sa série d'échecs contre Serena.
L'ancienne gloire Monica Seles, blessée au pied, est battue dès le premier tour du Internationaux de France de tennis en mai ; elle quitte définitivement le circuit professionnel.
La France, enfin, enlève pour la deuxième fois de son histoire la Fed Cup face aux États-Unis en finale.
En double, la paire Clijsters-Sugiyama triomphe à Roland-Garros et Wimbledon, les Williams en Australie et Ruano-Suárez à l'US Open.

## Organisation de la saison
Indépendamment des 4 tournois du Grand Chelem (organisés par l'ITF), la saison 2003 de la WTA se compose des tournois suivants :
- les tournois Tier I (9),
- les tournois Tier II (17),
- les tournois Tier III, Tier IV, Tier V (28)
- Les Masters de fin de saison

La saison 2003 compte donc 59 tournois.
À ce calendrier s'ajoute aussi l'épreuve par équipes nationales : la Fed Cup.

## Palmarès

### Simple
| No | Date       | Nom et lieu du tournoi                          | Catégorie | Dotation    | Surface         | Vainqueure          | Finaliste            | Score               |         |
| -- | ---------- | ----------------------------------------------- | --------- | ----------- | --------------- | ------------------- | -------------------- | ------------------- | ------- |
| 1  | 30/12/2002 | ASB Classic, Auckland                           | Tier IV   | 140 000 $   | Dur (ext.)      | Eléni Daniilídou    | Cho Yoon-jeong       | 6-4, 4-6, 7-62      | Tableau |
| 2  | 30/12/2002 | Uncle Tobys Hard Court, Gold Coast              | Tier III  | 170 000 $   | Dur (ext.)      | Nathalie Dechy      | Marie Mikaelian      | 6-3, 3-6, 6-3       | Tableau |
| 3  | 06/01/2003 | Canberra Women’s Classic, Canberra              | Tier V    | 110 000 $   | Dur (ext.)      | Meghann Shaughnessy | Francesca Schiavone  | 6-1, 6-1            | Tableau |
| 4  | 06/01/2003 | Moorilla International, Hobart                  | Tier V    | 110 000 $   | Dur (ext.)      | Alicia Molik        | Amy Frazier          | 6-2, 4-6, 6-4       | Tableau |
| 5  | 06/01/2003 | Adidas International, Sydney                    | Tier II   | 585 000 $   | Dur (ext.)      | Kim Clijsters       | Lindsay Davenport    | 6-4, 6-3            | Tableau |
| 6  | 13/01/2003 | Australian Open, Melbourne                      | G. Chelem | 4 838 625 $ | Dur (ext.)      | Serena Williams     | Venus Williams       | 7-64, 3-6, 6-4      | Tableau |
| 7  | 27/01/2003 | Toray Pan Pacific Open, Tokyo                   | Tier I    | 1 300 000 $ | Moquette (int.) | Lindsay Davenport   | Monica Seles         | 6-76, 6-1, 6-2      | Tableau |
| 8  | 03/02/2003 | WTA Indian Open, Hyderabad                      | Tier IV   | 140 000 $   | Dur (ext.)      | Tamarine Tanasugarn | Iroda Tulyaganova    | 6-4, 6-4            | Tableau |
| 9  | 03/02/2003 | Open Gaz de France, Paris                       | Tier II   | 585 000 $   | Moquette (int.) | Serena Williams     | Amélie Mauresmo      | 6-3, 6-2            | Tableau |
| 10 | 10/02/2003 | Qatar Total FinaElf Open, Doha                  | Tier III  | 170 000 $   | Dur (ext.)      | Anastasia Myskina   | Elena Likhovtseva    | 6-3, 6-1            | Tableau |
| 11 | 10/02/2003 | Proximus Diamond Games, Anvers                  | Tier II   | 585 000 $   | Moquette (int.) | Venus Williams      | Kim Clijsters        | 6-2, 6-4            | Tableau |
| 12 | 17/02/2003 | Kroger St. Jude, Memphis                        | Tier III  | 170 000 $   | Dur (int.)      | Lisa Raymond        | Amanda Coetzer       | 6-3, 6-2            | Tableau |
| 13 | 17/02/2003 | Copa Colsanitas, Bogota                         | Tier III  | 170 000 $   | Terre (ext.)    | Fabiola Zuluaga     | Anabel Medina        | 6-3, 6-2            | Tableau |
| 14 | 17/02/2003 | Duty Free Women’s Open, Dubaï                   | Tier II   | 585 000 $   | Dur (ext.)      | Justine Henin       | Monica Seles         | 4-6, 7-64, 7-5      | Tableau |
| 15 | 24/02/2003 | Abierto Mexicano Pegaso, Acapulco               | Tier III  | 170 000 $   | Terre (ext.)    | Amanda Coetzer      | Mariana Díaz-Oliva   | 7-5, 6-3            | Tableau |
| 16 | 24/02/2003 | State Farm Classic, Scottsdale                  | Tier II   | 585 000 $   | Dur (ext.)      | Ai Sugiyama         | Kim Clijsters        | 3-6, 7-5, 6-4       | Tableau |
| 17 | 03/03/2003 | Pacific Life Open, Indian Wells                 | Tier I    | 2 100 000 $ | Dur (ext.)      | Kim Clijsters       | Lindsay Davenport    | 6-4, 7-5            | Tableau |
| 18 | 19/03/2003 | NASDAQ-100 Open, Miami                          | Tier I    | 2 960 000 $ | Dur (ext.)      | Serena Williams     | Jennifer Capriati    | 4-6, 6-4, 6-1       | Tableau |
| 19 | 31/03/2003 | GP Princesse Lalla Meryem, Casablanca           | Tier V    | 110 000 $   | Terre (ext.)    | Rita Grande         | Ant. Serra Zanetti   | 6-2, 4-6, 6-1       | Tableau |
| 20 | 31/03/2003 | Clay Court Classic, Sarasota                    | Tier IV   | 140 000 $   | Terre (ext.)    | Anastasia Myskina   | Alicia Molik         | 6-4, 6-1            | Tableau |
| 21 | 07/04/2003 | Estoril Open, Estoril                           | Tier IV   | 140 000 $   | Terre (ext.)    | Magüi Serna         | Julia Schruff        | 6-4, 6-1            | Tableau |
| 22 | 07/04/2003 | Family Circle Cup, Charleston                   | Tier I    | 1 300 000 $ | Terre (ext.)    | Justine Henin       | Serena Williams      | 6-3, 6-4            | Tableau |
| 23 | 14/04/2003 | Tippmix Grand Prix, Budapest                    | Tier V    | 110 000 $   | Terre (ext.)    | Magüi Serna         | Alicia Molik         | 3-6, 7-5, 6-4       | Tableau |
| 24 | 14/04/2003 | Bausch & Lomb Championships, Amelia Island      | Tier II   | 585 000 $   | Terre (ext.)    | Elena Dementieva    | Lindsay Davenport    | 4-6, 7-5, 6-3       | Tableau |
| 25 | 28/04/2003 | Croatian Ladies Open, Bol                       | Tier III  | 170 000 $   | Terre (ext.)    | Vera Zvonareva      | C. Granados          | 6-1, 6-3            | Tableau |
| 26 | 28/04/2003 | J&S Cup, Varsovie                               | Tier II   | 700 000 $   | Terre (ext.)    | Amélie Mauresmo     | Venus Williams       | 6-76, 6-0, 3-0, ab. | Tableau |
| 27 | 05/05/2003 | MasterCard German Open, Berlin                  | Tier I    | 1 262 000 $ | Terre (ext.)    | Justine Henin       | Kim Clijsters        | 6-4, 4-6, 7-5       | Tableau |
| 28 | 12/05/2003 | Telecom Italia Masters, Rome                    | Tier I    | 1 300 000 $ | Terre (ext.)    | Kim Clijsters       | Amélie Mauresmo      | 3-6, 7-63, 6-0      | Tableau |
| 29 | 19/05/2003 | Internationaux de Strasbourg, Strasbourg        | Tier III  | 170 000 $   | Terre (ext.)    | Silvia Farina       | Karolina Šprem       | 6-3, 4-6, 6-4       | Tableau |
| 30 | 19/05/2003 | Open de España 2012, Madrid                     | Tier III  | 170 000 $   | Terre (ext.)    | Chanda Rubin        | M. A. Sánchez        | 6-4, 5-7, 6-4       | Tableau |
| 31 | 26/05/2003 | Roland-Garros, Paris                            | G. Chelem | 6 225 054 $ | Terre (ext.)    | Justine Henin       | Kim Clijsters        | 6-0, 6-4            | Tableau |
| 32 | 09/06/2003 | Wien Energie Grand Prix, Vienne                 | Tier III  | 170 000 $   | Terre (ext.)    | Paola Suárez        | Karolina Šprem       | 7-60, 2-6, 6-4      | Tableau |
| 33 | 09/06/2003 | DFS Classic, Birmingham                         | Tier III  | 170 000 $   | Gazon (ext.)    | Magdalena Maleeva   | Shinobu Asagoe       | 6-1, 6-4            | Tableau |
| 34 | 16/06/2003 | Ordina Open, Bois-le-Duc                        | Tier III  | 170 000 $   | Gazon (ext.)    | Kim Clijsters       | Justine Henin        | 6-7, 3-0, ab.       | Tableau |
| 35 | 16/06/2003 | Hastings Direct Int’l Championships, Eastbourne | Tier II   | 585 000 $   | Gazon (ext.)    | Chanda Rubin        | Conchita Martínez    | 6-4, 3-6, 6-4       | Tableau |
| 36 | 23/06/2003 | The Championships, Wimbledon                    | G. Chelem | 6 246 871 $ | Gazon (ext.)    | Serena Williams     | Venus Williams       | 4-6, 6-4, 6-2       | Tableau |
| 37 | 07/07/2003 | Internazionali Femminili, Palerme               | Tier V    | 110 000 $   | Terre (ext.)    | Dinara Safina       | Katarina Srebotnik   | 6-3, 6-4            | Tableau |
| 38 | 21/07/2003 | Bank of the West Classic, Stanford              | Tier II   | 635 000 $   | Dur (ext.)      | Kim Clijsters       | Jennifer Capriati    | 4-6, 6-4, 6-2       | Tableau |
| 39 | 28/07/2003 | Idea Prokom Open, Sopot                         | Tier III  | 300 000 $   | Terre (ext.)    | Anna Smashnova      | Klára Koukalová      | 6-2, 6-0            | Tableau |
| 40 | 28/07/2003 | Acura Classic, San Diego                        | Tier II   | 1 000 000 $ | Dur (ext.)      | Justine Henin       | Kim Clijsters        | 3-6, 6-2, 6-3       | Tableau |
| 41 | 04/08/2003 | Nordea Nordic Light Open, Espoo                 | Tier IV   | 140 000 $   | Terre (ext.)    | Anna Smashnova      | Jelena Kostanić      | 4-6, 6-4, 6-0       | Tableau |
| 42 | 04/08/2003 | JPMorgan Chase Open by Audi, Los Angeles        | Tier II   | 635 000 $   | Dur (ext.)      | Kim Clijsters       | Lindsay Davenport    | 6-1, 3-6, 6-1       | Tableau |
| 43 | 11/08/2003 | Coupe Rogers AT&T, Toronto                      | Tier I    | 1 325 000 $ | Dur (ext.)      | Justine Henin       | Lina Krasnoroutskaïa | 6-1, 6-0            | Tableau |
| 44 | 18/08/2003 | Pilot Pen Tennis by Michelob, New Haven         | Tier II   | 625 000 $   | Dur (ext.)      | Jennifer Capriati   | Lindsay Davenport    | 6-2, 4-0, ab.       | Tableau |
| 45 | 25/08/2003 | US Open, Flushing Meadows                       | G. Chelem | 6 682 980 $ | Dur (ext.)      | Justine Henin       | Kim Clijsters        | 7-5, 6-1            | Tableau |
| 46 | 08/09/2003 | Wismilak International, Bali                    | Tier III  | 225 000 $   | Dur (ext.)      | Elena Dementieva    | Chanda Rubin         | 6-2, 6-1            | Tableau |
| 47 | 15/09/2003 | Polo Open, Shanghai                             | Tier II   | 585 000 $   | Dur (ext.)      | Elena Dementieva    | Chanda Rubin         | 6-3, 7-66           | Tableau |
| 48 | 22/09/2003 | Sparkassen Cup, Leipzig                         | Tier II   | 585 000 $   | Moquette (int.) | Anastasia Myskina   | Justine Henin        | 3-6, 6-3, 6-3       | Tableau |
| 49 | 29/09/2003 | AIG Japan Open, Tokyo                           | Tier III  | 170 000 $   | Dur (ext.)      | Maria Sharapova     | Anikó Kapros         | 2-6, 6-2, 7-65      | Tableau |
| 50 | 29/09/2003 | Ladies Kremlin Cup, Moscou                      | Tier I    | 1 300 000 $ | Moquette (int.) | Anastasia Myskina   | Amélie Mauresmo      | 6-2, 6-4            | Tableau |
| 51 | 06/10/2003 | Tashkent Open, Tachkent                         | Tier IV   | 140 000 $   | Dur (ext.)      | Virginia Ruano      | Saori Obata          | 6-2, 7-62           | Tableau |
| 52 | 06/10/2003 | Porsche Tennis Grand Prix, Filderstadt          | Tier II   | 650 000 $   | Dur (int.)      | Kim Clijsters       | Justine Henin        | 5-7, 6-4, 6-2       | Tableau |
| 53 | 13/10/2003 | Swisscom Challenge, Zurich                      | Tier I    | 1 300 000 $ | Dur (int.)      | Justine Henin       | Jelena Dokić         | 6-0, 6-4            | Tableau |
| 54 | 20/10/2003 | SEAT Open, Luxembourg                           | Tier III  | 225 000 $   | Dur (int.)      | Kim Clijsters       | Chanda Rubin         | 6-2, 7-5            | Tableau |
| 55 | 20/10/2003 | Generali Ladies, Linz                           | Tier II   | 585 000 $   | Dur (int.)      | Ai Sugiyama         | Nadia Petrova        | 7-5, 6-4            | Tableau |
| 56 | 27/10/2003 | Challenge Bell, Québec                          | Tier III  | 170 000 $   | Moquette (int.) | Maria Sharapova     | Milagros Sequera     | 6-2, 0-0, ab.       | Tableau |
| 57 | 27/10/2003 | Advanta Championships, Philadelphie             | Tier II   | 585 000 $   | Dur (int.)      | Amélie Mauresmo     | Anastasia Myskina    | 5-7, 6-0, 6-2       | Tableau |
| 58 | 03/11/2003 | Volvo Women’s Open, Pattaya                     | Tier V    | 110 000 $   | Dur (ext.)      | Henrieta Nagyová    | Ľubomíra Kurhajcová  | 6-4, 6-2            | Tableau |
| 59 | 03/11/2003 | Tour Championships by Porsche, Los Angeles      | Masters   | 3 000 000 $ | Dur (int.)      | Kim Clijsters       | Amélie Mauresmo      | 6-2, 6-0            | Tableau |

### Double
| No | Date       | Nom et lieu du tournoi                         | Catégorie | Dotation    | Surface         | Vainqueures                             | Finalistes                              | Score           |         |
| -- | ---------- | ---------------------------------------------- | --------- | ----------- | --------------- | --------------------------------------- | --------------------------------------- | --------------- | ------- |
| 1  | 30/12/2002 | ASB Classic Auckland                           | Tier IV   | 140 000 $   | Dur (ext.)      | Teryn Ashley Abigail Spears             | Cara Black Elena Likhovtseva            | 6-2, 2-6, 6-0   | Tableau |
| 2  | 30/12/2002 | Uncle Tobys Hard Court Gold Coast              | Tier III  | 170 000 $   | Dur (ext.)      | Svetlana Kuznetsova Martina Navrátilová | Nathalie Dechy Émilie Loit              | 6-4, 6-4        | Tableau |
| 3  | 06/01/2003 | Canberra Women’s Classic Canberra              | Tier V    | 110 000 $   | Dur (ext.)      | Tathiana Garbin Émilie Loit             | Dája Bedáňová Dinara Safina             | 6-3, 3-6, 6-4   | Tableau |
| 4  | 06/01/2003 | Moorilla International Hobart                  | Tier V    | 110 000 $   | Dur (ext.)      | Cara Black Elena Likhovtseva            | Barbara Schett Patricia Wartusch        | 7-5, 7-61       | Tableau |
| 5  | 06/01/2003 | Adidas International Sydney                    | Tier II   | 585 000 $   | Dur (ext.)      | Kim Clijsters Ai Sugiyama               | Conchita Martínez Rennae Stubbs         | 6-3, 6-3        | Tableau |
| 6  | 13/01/2003 | Australian Open Melbourne                      | G. Chelem | 4 838 625 $ | Dur (ext.)      | Serena Williams Venus Williams          | Virginia Ruano Paola Suárez             | 4-6, 6-4, 6-3   | Tableau |
| 7  | 27/01/2003 | Toray Pan Pacific Open Tokyo                   | Tier I    | 1 300 000 $ | Moquette (int.) | Elena Bovina Rennae Stubbs              | Lindsay Davenport Lisa Raymond          | 6-3, 6-4        | Tableau |
| 8  | 03/02/2003 | WTA Indian Open Hyderabad                      | Tier IV   | 140 000 $   | Dur (ext.)      | Elena Likhovtseva Iroda Tulyaganova     | Evgenia Kulikovskaya Tatiana Poutchek   | 6-4, 6-4        | Tableau |
| 9  | 03/02/2003 | Open Gaz de France Paris                       | Tier II   | 585 000 $   | Moquette (int.) | Barbara Schett Patty Schnyder           | Marion Bartoli Stéphanie Cohen          | 2-6, 6-2, 7-65  | Tableau |
| 10 | 10/02/2003 | Qatar Total FinaElf Open Doha                  | Tier III  | 170 000 $   | Dur (ext.)      | Janet Lee Wynne Prakusya                | María Vento-Kabchi Angelique Widjaja    | 6-1, 6-3        | Tableau |
| 11 | 10/02/2003 | Proximus Diamond Games Anvers                  | Tier II   | 585 000 $   | Moquette (int.) | Kim Clijsters Ai Sugiyama               | Nathalie Dechy Émilie Loit              | 6-2, 6-0        | Tableau |
| 12 | 17/02/2003 | Kroger St. Jude Memphis                        | Tier III  | 170 000 $   | Dur (int.)      | Akiko Morigami Saori Obata              | Alina Jidkova Bryanne Stewart           | 6-1, 6-1        | Tableau |
| 13 | 17/02/2003 | Copa Colsanitas Bogota                         | Tier III  | 170 000 $   | Terre (ext.)    | Katarina Srebotnik Åsa Svensson         | Tina Križan Tatiana Perebiynis          | 6-2, 6-1        | Tableau |
| 14 | 17/02/2003 | Duty Free Women’s Open Dubaï                   | Tier II   | 585 000 $   | Dur (ext.)      | Svetlana Kuznetsova Martina Navrátilová | Cara Black Elena Likhovtseva            | 6-3, 7-67       | Tableau |
| 15 | 24/02/2003 | Abierto Mexicano Pegaso Acapulco               | Tier III  | 170 000 $   | Terre (ext.)    | Émilie Loit Åsa Svensson                | Petra Mandula Patricia Wartusch         | 6-3, 6-1        | Tableau |
| 16 | 24/02/2003 | State Farm Classic Scottsdale                  | Tier II   | 585 000 $   | Dur (ext.)      | Kim Clijsters Ai Sugiyama               | Lindsay Davenport Lisa Raymond          | 6-1, 6-4        | Tableau |
| 17 | 03/03/2003 | Pacific Life Open Indian Wells                 | Tier I    | 2 100 000 $ | Dur (ext.)      | Lindsay Davenport Lisa Raymond          | Kim Clijsters Ai Sugiyama               | 3-6, 6-4, 6-1   | Tableau |
| 18 | 19/03/2003 | NASDAQ-100 Open Miami                          | Tier I    | 2 960 000 $ | Dur (ext.)      | Liezel Huber Magdalena Maleeva          | Shinobu Asagoe Nana Miyagi              | 6-4, 3-6, 7-5   | Tableau |
| 19 | 31/03/2003 | GP Princesse Lalla Meryem Casablanca           | Tier V    | 110 000 $   | Terre (ext.)    | Gisela Dulko María Emilia Salerni       | Henrieta Nagyová Elena Tatarkova        | 6-3, 6-4        | Tableau |
| 20 | 31/03/2003 | Clay Court Classic Sarasota                    | Tier IV   | 140 000 $   | Terre (ext.)    | Liezel Huber Martina Navrátilová        | Shinobu Asagoe Nana Miyagi              | 7-68, 6-3       | Tableau |
| 21 | 07/04/2003 | Estoril Open Estoril                           | Tier IV   | 140 000 $   | Terre (ext.)    | Petra Mandula Patricia Wartusch         | Maret Ani Emmanuelle Gagliardi          | 6-73, 7-63, 6-2 | Tableau |
| 22 | 07/04/2003 | Family Circle Cup Charleston                   | Tier I    | 1 300 000 $ | Terre (ext.)    | Virginia Ruano Paola Suárez             | Janette Husárová Conchita Martínez      | 6-0, 6-3        | Tableau |
| 23 | 14/04/2003 | Tippmix Grand Prix Budapest                    | Tier V    | 110 000 $   | Terre (ext.)    | Petra Mandula Elena Tatarkova           | C. Granados Tatiana Perebiynis          | 6-3, 6-1        | Tableau |
| 24 | 14/04/2003 | Bausch & Lomb Championships Amelia Island      | Tier II   | 585 000 $   | Terre (ext.)    | Lindsay Davenport Lisa Raymond          | Virginia Ruano Paola Suárez             | 7-5, 6-2        | Tableau |
| 25 | 28/04/2003 | Croatian Ladies Open Bol                       | Tier III  | 170 000 $   | Terre (ext.)    | Petra Mandula Patricia Wartusch         | Emmanuelle Gagliardi Patty Schnyder     | 6-3, 6-2        | Tableau |
| 26 | 28/04/2003 | J&S Cup Varsovie                               | Tier II   | 700 000 $   | Terre (ext.)    | Liezel Huber Magdalena Maleeva          | Eléni Daniilídou Francesca Schiavone    | 3-6, 6-4, 6-2   | Tableau |
| 27 | 05/05/2003 | MasterCard German Open Berlin                  | Tier I    | 1 262 000 $ | Terre (ext.)    | Virginia Ruano Paola Suárez             | Kim Clijsters Ai Sugiyama               | 6-3, 4-6, 6-4   | Tableau |
| 28 | 12/05/2003 | Telecom Italia Masters Rome                    | Tier I    | 1 300 000 $ | Terre (ext.)    | Svetlana Kuznetsova Martina Navrátilová | Jelena Dokić Nadia Petrova              | 6-4, 5-7, 6-2   | Tableau |
| 29 | 19/05/2003 | Internationaux de Strasbourg Strasbourg        | Tier III  | 170 000 $   | Terre (ext.)    | Sonya Jeyaseelan Maja Matevžič          | Laura Granville Jelena Kostanić         | 6-4, 6-4        | Tableau |
| 30 | 19/05/2003 | Open de España 2012 Madrid                     | Tier III  | 170 000 $   | Terre (ext.)    | Jill Craybas Liezel Huber               | Rita Grande Angelique Widjaja           | 6-4, 7-66       | Tableau |
| 31 | 26/05/2003 | Roland-Garros Paris                            | G. Chelem | 6 225 054 $ | Terre (ext.)    | Kim Clijsters Ai Sugiyama               | Virginia Ruano Paola Suárez             | 6-75, 6-2, 9-7  | Tableau |
| 32 | 09/06/2003 | Wien Energie Grand Prix Vienne                 | Tier III  | 170 000 $   | Terre (ext.)    | Li Ting Sun Tiantian                    | Yan Zi Zheng Jie                        | 6-3, 6-4        | Tableau |
| 33 | 09/06/2003 | DFS Classic Birmingham                         | Tier III  | 170 000 $   | Gazon (ext.)    | Els Callens Meilen Tu                   | Alicia Molik Martina Navrátilová        | 7-5, 6-4        | Tableau |
| 34 | 16/06/2003 | Ordina Open Bois-le-Duc                        | Tier III  | 170 000 $   | Gazon (ext.)    | Elena Dementieva Lina Krasnoroutskaïa   | Nadia Petrova Mary Pierce               | 2-6, 6-3, 6-4   | Tableau |
| 35 | 16/06/2003 | Hastings Direct Int’l Championships Eastbourne | Tier II   | 585 000 $   | Gazon (ext.)    | Lindsay Davenport Lisa Raymond          | Jennifer Capriati Magüi Serna           | 6-3, 6-2        | Tableau |
| 36 | 23/06/2003 | The Championships Wimbledon                    | G. Chelem | 6 246 871 $ | Gazon (ext.)    | Kim Clijsters Ai Sugiyama               | Virginia Ruano Paola Suárez             | 6-4, 6-4        | Tableau |
| 37 | 07/07/2003 | Internazionali Femminili Palerme               | Tier V    | 110 000 $   | Terre (ext.)    | A. Serra Zanetti Emily Stellato         | María José Martínez Arantxa Parra       | 6-4, 6-2        | Tableau |
| 38 | 21/07/2003 | Bank of the West Classic Stanford              | Tier II   | 635 000 $   | Dur (ext.)      | Cara Black Lisa Raymond                 | Cho Yoon-jeong Francesca Schiavone      | 7-65, 6-1       | Tableau |
| 39 | 28/07/2003 | Idea Prokom Open Sopot                         | Tier III  | 300 000 $   | Terre (ext.)    | Tatiana Perebiynis Silvija Talaja       | Maret Ani Libuše Průšová                | 6-4, 6-2        | Tableau |
| 40 | 28/07/2003 | Acura Classic San Diego                        | Tier II   | 1 000 000 $ | Dur (ext.)      | Kim Clijsters Ai Sugiyama               | Lindsay Davenport Lisa Raymond          | 6-4, 7-5        | Tableau |
| 41 | 04/08/2003 | Nordea Nordic Light Open Espoo                 | Tier IV   | 140 000 $   | Terre (ext.)    | Evgenia Kulikovskaya Elena Tatarkova    | Tatiana Perebiynis Silvija Talaja       | 6-2, 6-4        | Tableau |
| 42 | 04/08/2003 | JPMorgan Chase Open by Audi Los Angeles        | Tier II   | 635 000 $   | Dur (ext.)      | Mary Pierce Rennae Stubbs               | Elena Bovina Els Callens                | 6-3, 6-3        | Tableau |
| 43 | 11/08/2003 | Coupe Rogers AT&T Toronto                      | Tier I    | 1 325 000 $ | Dur (ext.)      | Svetlana Kuznetsova Martina Navrátilová | María Vento-Kabchi Angelique Widjaja    | 3-6, 6-1, 6-1   | Tableau |
| 44 | 18/08/2003 | Pilot Pen Tennis by Michelob New Haven         | Tier II   | 625 000 $   | Dur (ext.)      | Virginia Ruano Paola Suárez             | Alicia Molik Magüi Serna                | 7-66, 6-3       | Tableau |
| 45 | 25/08/2003 | US Open Flushing Meadows                       | G. Chelem | 6 682 980 $ | Dur (ext.)      | Virginia Ruano Paola Suárez             | Svetlana Kuznetsova Martina Navrátilová | 6-2, 6-3        | Tableau |
| 46 | 08/09/2003 | Wismilak International Bali                    | Tier III  | 225 000 $   | Dur (ext.)      | María Vento-Kabchi Angelique Widjaja    | Émilie Loit Nicole Pratt                | 7-5, 6-2        | Tableau |
| 47 | 15/09/2003 | Polo Open Shanghai                             | Tier II   | 585 000 $   | Dur (ext.)      | Émilie Loit Nicole Pratt                | Ai Sugiyama Tamarine Tanasugarn         | 6-3, 6-3        | Tableau |
| 48 | 22/09/2003 | Sparkassen Cup Leipzig                         | Tier II   | 585 000 $   | Moquette (int.) | Svetlana Kuznetsova Martina Navrátilová | Elena Likhovtseva Nadia Petrova         | 3-6, 6-1, 6-3   | Tableau |
| 49 | 29/09/2003 | AIG Japan Open Tokyo                           | Tier III  | 170 000 $   | Dur (ext.)      | Maria Sharapova Tamarine Tanasugarn     | Ansley Cargill Ashley Harkleroad        | 7-61, 6-0       | Tableau |
| 50 | 29/09/2003 | Ladies Kremlin Cup Moscou                      | Tier I    | 1 300 000 $ | Moquette (int.) | Nadia Petrova Meghann Shaughnessy       | Anastasia Myskina Vera Zvonareva        | 6-3, 6-4        | Tableau |
| 51 | 06/10/2003 | Tashkent Open Tachkent                         | Tier IV   | 140 000 $   | Dur (ext.)      | Yuliya Beygelzimer Tatiana Poutchek     | Li Ting Sun Tiantian                    | 6-3, 7-60       | Tableau |
| 52 | 06/10/2003 | Porsche Tennis Grand Prix Filderstadt          | Tier II   | 650 000 $   | Dur (int.)      | Lisa Raymond Rennae Stubbs              | Cara Black Martina Navrátilová          | 6-2, 6-4        | Tableau |
| 53 | 13/10/2003 | Swisscom Challenge Zurich                      | Tier I    | 1 300 000 $ | Dur (int.)      | Kim Clijsters Ai Sugiyama               | Virginia Ruano Paola Suárez             | 7-63, 6-2       | Tableau |
| 54 | 20/10/2003 | SEAT Open Luxembourg                           | Tier III  | 225 000 $   | Dur (int.)      | Maria Sharapova Tamarine Tanasugarn     | Elena Tatarkova Marlene Weingärtner     | 6-1, 6-4        | Tableau |
| 55 | 20/10/2003 | Generali Ladies Linz                           | Tier II   | 585 000 $   | Dur (int.)      | Liezel Huber Ai Sugiyama                | Marion Bartoli Silvia Farina            | 6-1, 7-66       | Tableau |
| 56 | 27/10/2003 | Challenge Bell Québec                          | Tier III  | 170 000 $   | Moquette (int.) | Li Ting Sun Tiantian                    | Els Callens Meilen Tu                   | 6-3, 6-3        | Tableau |
| 57 | 27/10/2003 | Advanta Championships Philadelphie             | Tier II   | 585 000 $   | Dur (int.)      | Martina Navrátilová Lisa Raymond        | Cara Black Rennae Stubbs                | 6-3, 6-4        | Tableau |
| 58 | 03/11/2003 | Volvo Women’s Open Pattaya                     | Tier V    | 110 000 $   | Dur (ext.)      | Li Ting Sun Tiantian                    | Wynne Prakusya Angelique Widjaja        | 6-4, 6-3        | Tableau |
| 59 | 03/11/2003 | Tour Championships by Porsche Los Angeles      | Masters   | 3 000 000 $ | Dur (int.)      | Virginia Ruano Paola Suárez             | Kim Clijsters Ai Sugiyama               | 6-4, 3-6, 6-3   | Tableau |

### Double mixte
| No | Date       | Nom et lieu du tournoi      | Catégorie | Dotation    | Surface      | Vainqueures                      | Finalistes                         | Score            |         |
| -- | ---------- | --------------------------- | --------- | ----------- | ------------ | -------------------------------- | ---------------------------------- | ---------------- | ------- |
| 1  | 28/12/2002 | Hyundai Hopman Cup XV Perth | ITF       | 1 000 000 $ | Dur (int.)   | Serena Williams James Blake      | Alicia Molik Lleyton Hewitt        | 3 matchs à 0     | Tableau |
| 2  | 13/01/2003 | Australian Open Melbourne   | G. Chelem | 4 838 625 $ | Dur (ext.)   | Martina Navrátilová Leander Paes | Eléni Daniilídou Todd Woodbridge   | 6-4, 7-5         | Tableau |
| 3  | 26/05/2003 | Roland-Garros Paris         | G. Chelem | 6 225 054 $ | Terre (ext.) | Lisa Raymond Mike Bryan          | Elena Likhovtseva Mahesh Bhupathi  | 6-3, 6-4         | Tableau |
| 4  | 23/06/2003 | The Championships Wimbledon | G. Chelem | 6 246 871 $ | Gazon (ext.) | Martina Navrátilová Leander Paes | Anastasia Rodionova Andy Ram       | 6-3, 6-3         | Tableau |
| 5  | 25/08/2003 | US Open Flushing Meadows    | G. Chelem | 6 682 980 $ | Dur (ext.)   | Katarina Srebotnik Bob Bryan     | Lina Krasnoroutskaïa Daniel Nestor | 5-7, 7-5, [10-5] | Tableau |

## Classements de fin de saison
| Rang | Joueuse             |
| ---- | ------------------- |
| 1    | Justine Henin       |
| 2    | Kim Clijsters       |
| 3    | Serena Williams     |
| 4    | Amélie Mauresmo     |
| 5    | Lindsay Davenport   |
| 6    | Jennifer Capriati   |
| 7    | Anastasia Myskina   |
| 8    | Elena Dementieva    |
| 9    | Chanda Rubin        |
| 10   | Ai Sugiyama         |
| 11   | Venus Williams      |
| 12   | Nadia Petrova       |
| 13   | Vera Zvonareva      |
| 14   | Paola Suárez        |
| 15   | Jelena Dokić        |
| 16   | Anna Smashnova      |
| 17   | Meghann Shaughnessy |
| 18   | Conchita Martínez   |
| 19   | Daniela Hantuchová  |
| 20   | Francesca Schiavone |

| Rang | Joueuse                |
| ---- | ---------------------- |
| 1    | Paola Suárez           |
| 1    | Virginia Ruano Pascual |
| 3    | Ai Sugiyama            |
| 4    | Kim Clijsters          |
| 5    | Lisa Raymond           |
| 6    | Martina Navrátilová    |
| 7    | Svetlana Kuznetsova    |
| 8    | Lindsay Davenport      |
| 9    | Cara Black             |
| 10   | Rennae Stubbs          |
| 11   | Elena Likhovtseva      |
| 12   | Liezel Huber           |
| 13   | Nadia Petrova          |
| 14   | Magdalena Maleeva      |
| 15   | Émilie Loit            |
| 16   | Petra Mandula          |
| 17   | María Vento-Kabchi     |
| 18   | Angelique Widjaja      |
| 19   | Janette Husárová       |
| 20   | Marion Bartoli         |

| Rang | Paire                  |
| ---- | ---------------------- |
| 1    | Virginia Ruano Pascual |
| 1    | Paola Suárez           |
| 2    | Kim Clijsters          |
| 2    | Ai Sugiyama            |
| 3    | Svetlana Kuznetsova    |
| 3    | Martina Navrátilová    |
| 4    | Lindsay Davenport      |
| 4    | Lisa Raymond           |
| 5    | Cara Black             |
| 5    | Elena Likhovtseva      |
| 6    | Liezel Huber           |
| 6    | Magdalena Maleeva      |
| 7    | María Vento-Kabchi     |
| 7    | Angelique Widjaja      |
| 8    | Serena Williams        |
| 8    | Venus Williams         |
| 9    | Elena Dementieva       |
| 9    | Lina Krasnoroutskaïa   |
| 10   | Petra Mandula          |
| 10   | Patricia Wartusch      |

## Fed Cup
| Date     | Lieu                    | Surf.         | Vainqueur                                               | Finaliste                                                                | Score |         |
| 22/11/03 | Moscou, Olympic Stadium | Carpet (int.) | Amélie Mauresmo Mary Pierce Émilie Loit Stéphanie Cohen | Meghann Shaughnessy Lisa Raymond Alexandra Stevenson Martina Navrátilová | 4-1   | Tableau |